# William Moore Kelly
Pour les articles homonymes, voir William Moore et Moore.
William Moore Kelly (Moncton, 1827 - Montréal, 12 décembre 1888) est un homme d'affaires et un politicien canadien.
Il représenta le comté de Northumberland à l'Assemblée législative du Nouveau-Brunswick entre 1867 et 1878.